# Cyprus op de Olympische Zomerspelen 2004
Cyprus nam deel aan de Olympische Zomerspelen 2004 in Athene, Griekenland. Net als tijdens alle eerdere deelnames werd geen medaille gewonnen.

## Deelnemers en resultaten
N.B. Lijst is (mogelijk) niet compleet

 (m) = mannen, (v) = vrouwen 

### Atletiek
| Olympiër              | Discipline               | Resultaat | Prestatie                                             |
| --------------------- | ------------------------ | --------- | ----------------------------------------------------- |
| Prodromos Katsantonis | 100m (m)                 | 49e       | serie 8: 5de in 10,50                                 |
| Anninos Marcoullides  | 200m (m)                 | 51e       | serie 6: 7de in 23,94                                 |
| Kyriakos Ioannou      | hoogspringen (m)         | 18e       | kwalificatie groep A: 7de met 2,25m                   |
|                       |                          |           |                                                       |
| Marilia Gregoriou     | 200m (v)                 | 31e       | serie 5: 4de in 23,23 kwartfinale 3: 7de in 23,65     |
| Androula Sialou       | 400m horden (v)          | 16e       | serie 5: 4de in 55,02 halve finale 1: 8ste in 1.05,72 |
| Anna Fitidou          | polsstokhoogspringen (v) | 24e       | kwalificatie groep B: 13de met 4,15m                  |
| Eleni Teloni          | kogelslingeren (v)       | DNF       | kwalificatie groep A: geen geldige poging             |

### Judo
| Olympiër                      | Discipline | Resultaat | Prestatie                        |
| ----------------------------- | ---------- | --------- | -------------------------------- |
| Christodoulos Christodoulides | -73kg (m)  | 21e       | 1ste ronde: V van POR Neto: yuko |

### Schietsport
| Olympiër           | Discipline | Resultaat | Prestatie                                           |
| ------------------ | ---------- | --------- | --------------------------------------------------- |
| Georgios Achilleos | skeet (m)  | 9e        | kwalificatie: 9de met 121 punten (24-24-25-23-25)   |
| Antonis Nikolaidis | skeet (m)  | 21e       | kwalificatie: 21ste met 119 punten (23-24-25-23-24) |

### Tennis
| Olympiër         | Discipline    | Resultaat | Prestatie                                                                                 |
| ---------------- | ------------- | --------- | ----------------------------------------------------------------------------------------- |
| Marcos Baghdatis | enkelspel (m) | 17e       | 1ste ronde: W van FRA Carrez: 5-7, 7-6(5), 7-5 2de ronde: V van GER Kiefer: 2-6, 6-3, 3-6 |

### Wielersport
| Olympiër         | Discipline       | Resultaat | Prestatie   |
| ---------------- | ---------------- | --------- | ----------- |
| Elina Sofocleous | mountainbike (v) | 24e       | op 2 ronden |

### Zeilen
| Olympiër                | Discipline  | Resultaat | Prestatie                                       |
| ----------------------- | ----------- | --------- | ----------------------------------------------- |
| Andreas Cariolou        | mistral (m) | 13e       | 136 punten: (3-21-6-20-7-18-13-11-24-16-21)     |
|                         |             |           |                                                 |
| Gabriella Hadjidamianou | mistral (v) | 21e       | 195 punten: (21-DNF-18-23-16-19-19-17-22-23-17) |
|                         |             |           |                                                 |
| Haris Papadopoulos      | laser       | 28e       | 244 punten: (25-DNS-27-9-OCS-16-7-10-30-38-39)  |

### Zwemmen
| Olympiër                    | Discipline           | Resultaat | Prestatie               |
| --------------------------- | -------------------- | --------- | ----------------------- |
| Chrysanthos Papachrysanthou | 50m vrije slag (m)   | 45e       | serie 6: 5de in 23,51   |
| Alexandros Aresti           | 100m vrije slag (m)  | 38e       | serie 4: 2de in 51,10   |
| Alexandros Aresti           | 200m vrije slag (m)  | 44e       | serie 3: 5de in 1.53,90 |
| Kyriakos Dimosthenous       | 100m schoolslag (m)  | 46e       | serie 3: 6de in 1.05,54 |
| Georgios Dimitriadis        | 200m wisselslag (m)  | 48e       | serie 1: 2de in 2.12,27 |
|                             |                      |           |                         |
| Maria Papadopoulou          | 100m vlinderslag (v) | 29e       | serie 2: 5de in 1.02,01 |

Afghanistan · Albanië · Algerije · Amerikaanse Maagdeneilanden · Amerikaans-Samoa · Andorra · Angola · Antigua en Barbuda · Argentinië · Armenië · Aruba · Australië · Azerbeidzjan · Bahama's · Bahrein · Bangladesh · Barbados · België · Belize · Benin · Bermuda · Bhutan · Bolivia · Bosnië en Herzegovina · Botswana · Brazilië · Britse Maagdeneilanden · Brunei · Bulgarije · Burkina Faso · Burundi · Cambodja · Canada · Centraal-Afrikaanse Republiek · Chili · China · Chinees Taipei · Colombia · Comoren · Congo-Brazzaville · Congo-Kinshasa · Cookeilanden · Costa Rica · Cuba · Cyprus · Denemarken · Djibouti · Dominica · Dominicaanse Republiek · Duitsland · Ecuador · Egypte · El Salvador · Equatoriaal-Guinea · Eritrea · Estland · Ethiopië · Fiji · Filipijnen · Finland · Frankrijk · Gabon · Gambia · Georgië · Ghana · Grenada · Griekenland · Groot-Brittannië · Guam · Guatemala · Guinee · Guinee‑Bissau · Guyana · Haïti · Honduras · Hongarije · Hongkong · Ierland · IJsland · India · Indonesië · Irak · Iran · Israël · Italië · Ivoorkust · Jamaica · Japan · Jemen · Jordanië · Kaaimaneilanden · Kaapverdië · Kameroen · Kazachstan · Kenia · Kirgizië · Kiribati · Koeweit · Kroatië · Laos · Lesotho · Letland · Libanon · Liberia · Libië · Liechtenstein · Litouwen · Luxemburg · Macedonië · Madagaskar · Malawi · Malediven · Maleisië · Mali · Malta · Marokko · Mauritanië · Mauritius · Mexico · Micronesië · Moldavië · Monaco · Mongolië · Mozambique · Myanmar · Namibië · Nauru · Nederland · Nederlandse Antillen · Nepal · Nicaragua · Nieuw-Zeeland · Niger · Nigeria · Noord-Korea · Noorwegen · Oeganda · Oekraïne · Oezbekistan · Oman · Oostenrijk · Oost‑Timor · Pakistan · Palau · Palestina · Panama · Papoea-Nieuw-Guinea · Paraguay · Peru · Polen · Portugal · Puerto Rico · Qatar · Roemenië · Rusland · Rwanda · Saint Kitts en Nevis · Saint Lucia · Saint Vincent en Grenadines · Salomonseilanden · Samoa · San Marino · Sao Tomé en Principe · Saoedi-Arabië · Senegal · Servië en Montenegro · Seychellen · Sierra Leone · Singapore · Slovenië · Slowakije · Soedan · Somalië · Spanje · Sri Lanka · Suriname · Swaziland · Syrië · Tadzjikistan · Tanzania · Thailand · Togo · Tonga · Trinidad en Tobago · Tsjaad · Tsjechië · Tunesië · Turkije · Turkmenistan · Uruguay · Vanuatu · Venezuela · Verenigde Arabische Emiraten · Verenigde Staten · Vietnam · Wit-Rusland · Zambia · Zimbabwe · Zuid-Afrika · Zuid-Korea · Zweden · Zwitserland